# 蒲公英咖啡
蒲公英咖啡（英語：Dandelion coffee）是一种由蒲公英的根加工后获得的饮料。它拥有类似咖啡的气味和口感，但不含咖啡因。由于不含咖啡因，所以很适合想要喝咖啡却不能摄取咖啡因的人，如失眠者、儿童和孕妇及哺乳期女性。人们有时在经济困难时期拿它来做咖啡替代品。

## 歷史
十九世紀加拿大作家蘇姍娜‧穆迪（Susanna Moodie）在她1852年出版的回憶錄《Roughing it in the bush》中解釋蒲公英咖啡的製作方法，並提到她是1830年代在 New York Albion 中看過某位哈里森博士的一篇文章聽說到的。
1886年，蒲公英咖啡也在《哈潑雜誌》中的一個故事被提及。
1919年，蒲公英的根被登記為便宜咖啡的原料之一，並最早在1970年代被歸類成可食用的植物部位。

## 收成
收获蒲公英根需要区分开蒲公英与其他黄色像雏菊一样的花，比如猫耳菊和还阳参。真蒲公英具有紧贴地面的深齿叶丛和吸管状空心的花茎。三、四年的大植株的主根的直径可达到半英尺长（13厘米）。这些看起来好像浅色胡萝卜的主根可作为蒲公英咖啡的原料被收获。

## 準備方式
收成過後，先將蒲公英根曬乾、切細、烘烤，並將他們磨成細粒後，放入沸水後就可以沖泡出蒲公英咖啡。

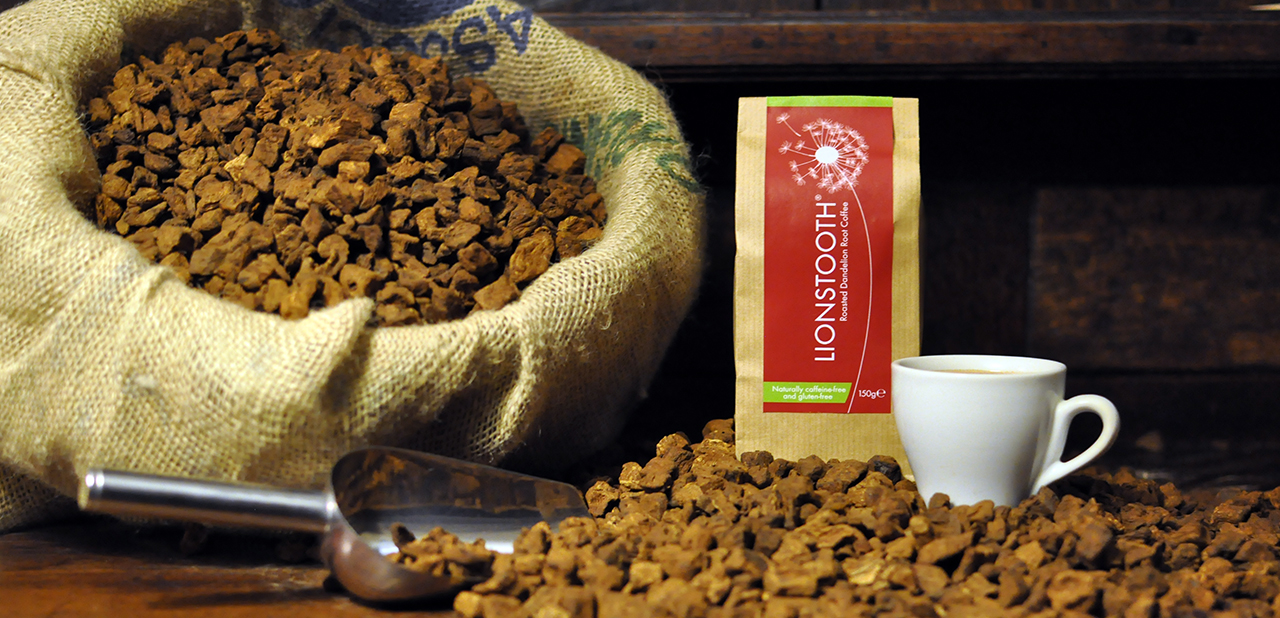
Packaged dandelion root coffee

## 功效
蒲公英茶被認為有滋補肝臟的功效。一種從蒲公英根製成的苦成分也被用做輕瀉劑。
蒲公英茶近期也被用於癌症治療的研究。